# Parigné-le-Pôlin
Parigné-le-Pôlin är en kommun i departementet Sarthe i regionen Pays de la Loire i nordvästra Frankrike. Kommunen ligger i kantonen La Suze-sur-Sarthe som tillhör arrondissementet La Flèche. År 2022 hade Parigné-le-Pôlin 1 038 invånare.

## Befolkningsutveckling
Antalet invånare i kommunen Parigné-le-Pôlin
| Referens: INSEE |